# 風来坊 (岡山県)
 株式会社風来坊 （ふうらいぼう、英文社名：Furaibo Co.,Ltd.）は、岡山県倉敷市に本社を置く、レストラングループであった。ラーメン店「ふー太」、とんかつ店「かつ一番」、居酒屋「たら福や」
などを展開していた。

## 沿革
- 1973年 - 8月、設立。